# ザ・シャロウズ
ザ・シャロウズ（The Shallows）は、2008年に結成されたグループ・サウンズのバンド。

## 概要
2008年、東京ガレージシーンにて各々のバンドで活動していた新道とブローノが、新しい形のグループ・サウンズを目指し、結成。たまたまその場に居合わせた奥山を誘い、活動を開始。2009年に菊池大輔が加入し、現メンバーとなる。2011年4月、VOLT-AGEよりファーストアルバム『シャロウズの世界』をリリース。2013年4月、アナログ盤7インチ＋DVDシングル『グラナダの時を経て／降ればいい』を500枚限定でリリース。
テレヴィジョンなど海外アーティスト来日公演のサポートアクトや、頭脳警察、外道といった古参のロックバンドとの共演も数多く行っていた。
2014年3月16日、東高円寺UFOCLUBでのライブを最後に解散した。

## ディスコグラフィー

### シングル
- ザ・シャロウズの踊るグループサウンズ第1集（2011年4月6日、VOLT-AGE/BQGS-999）
- グラナダの時を経て c/w降ればいい (2013年 VOLT-AGE/BQGS-27)

### アルバム
- シャロウズの世界（2011年4月6日、VOLT-AGE/BQGS-24）